# 泡の巻橋
泡の巻橋（あわのまきはし）は、福島県喜多方市にある阿賀川に架かる福島県道61号塩川山都線（福島県道336号熱塩加納会津坂下線重用）の道路橋である。

## 概要
- 活荷重 - B活荷重
- 路線名 - 主要地方道塩川山都線
- 形式 - PC2径間連続Tラーメン箱桁橋
- 橋長 - 177.000 m
  - 支間割 - (2×87.800 m)
  - 開断面箱鋼桁長 - 49.200 m
  - PC箱桁長 - 67.800 m
- 幅員
  - 総幅員 - 11.500 m
  - 有効幅員 - 10.500 m
  - 車道幅員 - 8.000 m
  - 歩道幅員 - 片側2.500 m
- 橋台 - 直接基礎逆T式橋台（A1・A2）
- 橋脚 - 深礎杭基礎丸支柱壁式橋脚（P1）
- 設計 - 新構造技術
- 施工 - 滝谷建設工業・朝日建設工業・佐田建設（上部工）、川田建設工業（下部工）
- 架設工法 - 張出架設工法

喜多方市南部を流れる阿賀川に架かり、北詰は慶徳町山科字小田高原、南詰は慶徳町山科字巻に位置し、橋の南側に熱塩加納会津坂下線が分岐する交差点がある。橋は車道2車線で供用されており、片側に歩道が設置されている。当橋梁が位置する箇所は3 kmに渡り瓶口状に蛇行する阿賀川の間に挟まれた陸地であったものを、全長160 mにショートカットするために1921年（大正10年）より工事が行われ1933年（大正10年）に開通した泡の巻捷水路による新河道である。
現橋梁は老朽化と幅員狭小ののため大型車のすれ違いが困難であり、折からの建設省北陸地方建設局の阿賀川河川改修事業に合わせて架替を企画し、国河川事業との合併施工方式により架替えられたものである。

## 沿革
- 1919年（大正8年） - 洪水被害軽減のため蛇行部の開削が福島県により事業化される。
- 1921年（大正10年） - 国の直轄工事となり、泡の巻捷水路が着工される。
- 1930年（昭和5年）8月 - 無補剛桁の吊橋として初代橋梁がかけられる。1934年に落橋[2]。
- 1933年（昭和8年） - 捷水路開通。地すべりや戦局の激化に伴い以後の河道拡幅等の工事は中止される。
- 1963年（昭和28年）12月 - 先代の橋梁が開通。
  - 橋長：101.3 m
  - 幅員：5.5 m
  - 形式：鋼下路式ランガー桁橋＋単純活荷重合成鈑桁橋[3]
- 1983年（昭和58年） - 前年9月に発生した台風による洪水被害を契機として、狭窄部改修事業が再開される。
- 1994年（平成6年） - 旧橋の老朽化、および大型車のすれ違いが不可能な幅員狭小の解消のために現在の橋梁に架け替えられる[4]総工費は12億5656万1000円。
- 1998年（平成10年） - 泡の巻の改修事業が完成する。

## 近隣
- 泡の巻公園